# Klampenborg
Klampenborg es un suburbio situado al norte de Copenhague, en Dinamarca y forma parte del municipio de Øresund, entre las ciudades de Skovshoved y Taarbæk. Debido a la gran afluencia de turistas que viajan hasta las costas de Øresund, Klampenborg cuenta con grandes casas donde dar cabida a todos ellos.

## Transporte

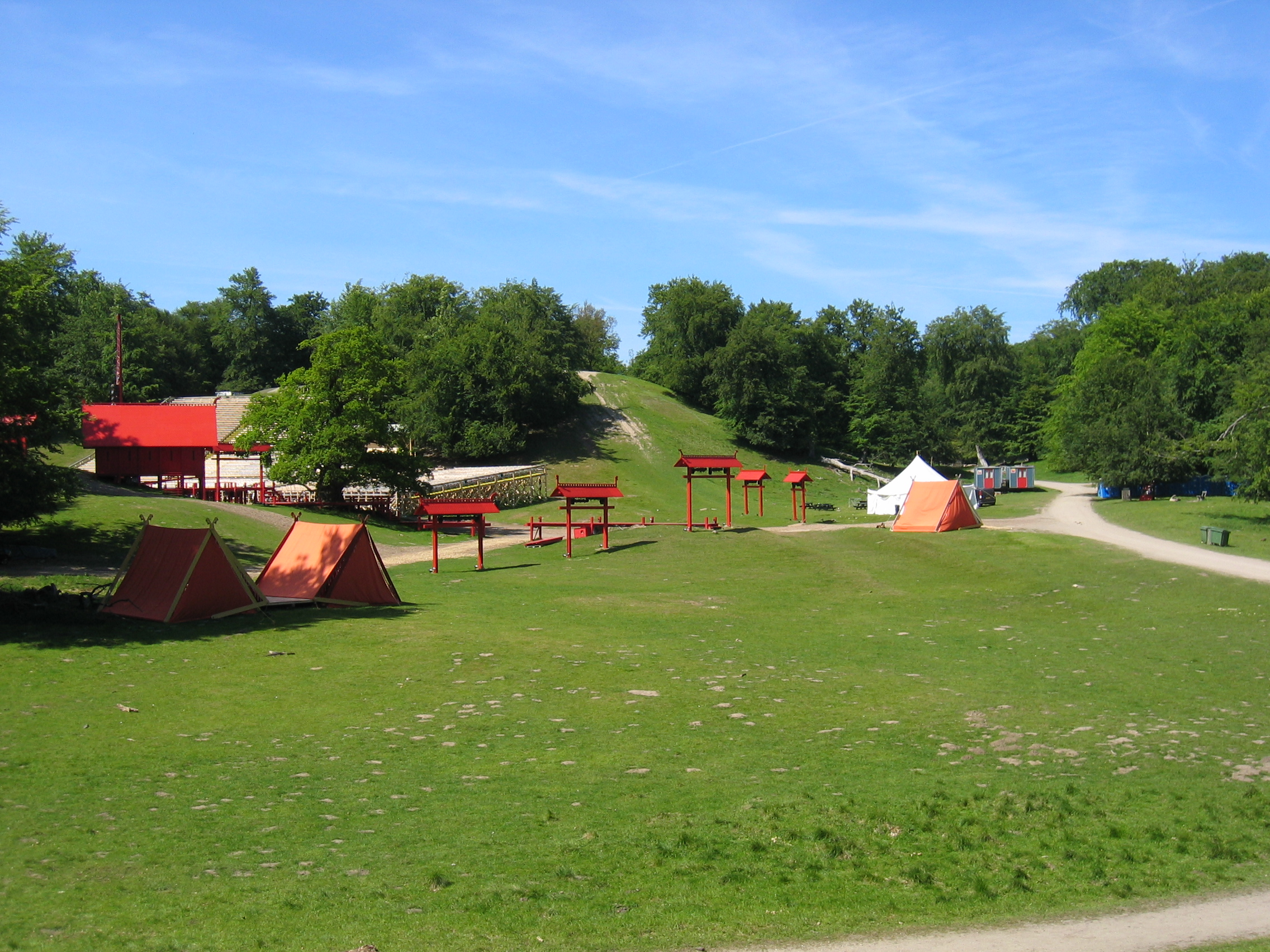
Parque forestal Dyrehaven o Parque de los Ciervos, durante el mes de primavera.

La estación de Klampenborg, situada en Copenhague, tiene forma radial y sirve a las localidades de los alrededores y se destaca por ser utilizada con mucha frecuencia durante los meses de verano, ya que los turistas quieren visitar la playa Bellevue, que se encuentra al norte de la capital danesa.
Además, durante este trayecto turístico también se puede visitar el parque Dyrehavsbakken, que recibe entre 2,5 y 2,7 millones de visitantes anuales; y el parque forestal Dyrehaven o Parque de los ciervos, que cubre una zona de 11 km² donde pueden verse los animales más conocidos de la zona y la flora que puebla el lugar. Además, este parque forestal fue nombrado Patrimonio de la Humanidad por la UNESCO en julio de 2015.